# ککاوا
ککاوا (به لاتین: Ķekava) یک روستا در لتونی است که در شهرداری ککاوا واقع شده‌است. ککاوا ۷٫۴ کیلومتر مربع مساحت و ۵٬۷۴۷ نفر جمعیت دارد.